# Jörg Sobiella
Jörg Sobiella (* 25. Mai 1954 in Wernigerode) ist ein deutscher Journalist, Publizist und Autor. Von 1992 bis 2020 war er als Hörfunk-Landeskorrespondent Thüringen für den Mitteldeutschen Rundfunk tätig. 2019 veröffentlichte er ein Sachbuch über die Weimarer Republik.

## Leben und Wirken
Jörg Sobiella besuchte von 1968 bis 1972 die Erweiterte Oberschule „Gerhart Hauptmann“ in Wernigerode und schloss diese mit dem Abitur ab. Er studierte an der Universität Leipzig Journalistik sowie extern Geschichte und Literatur. Er war für die Forschungs- und Gedenkstätten der klassischen deutschen Literatur in Weimar und von 1984 bis 1991 als Texter, Dramaturg und von 1989 bis 1991 als Leiter des Kabaretts Fettnäppchen in Gera tätig. Von 1992 bis 2020 arbeitete er als Redakteur und Reporter für MDR Kultur in Thüringen.
Sobiella wohnt in Erfurt.

## Werke (Auswahl)
- Gerechtigkeit für das ‚Äh‘ – Saboteure der Verständigung. Hörfunkfeature, MDR Kultur/rbb kultur, Ursendung 28. Dezember 2019[5]
- Jörg Sobiella: Weimar 1919 – Der lange Weg zur Demokratie. Mitteldeutscher Verlag, Halle (Saale) 2019, ISBN 978-3-96311-146-4. – Ursendung als 5-teilige Hörbuchsendung bei MDR Kultur im Januar 2019[6]
- Preise, die man nicht zahlt Oder: Wer seinen Lehrer nicht ehrt, ist schlechter als ein Hund. Hörfunkfeature, Mitteldeutscher Rundfunk, 29. Mai 2014
- Wenn die Sonne kommt, Hörspiel, Regie: Christoph Dietrich, Ursendung: MDR KULTUR 25. Juli 2006
- Wie die Thälmann-Pioniere in Karl Mays wilden Westen kamen, Hörfunkfeature zur Geschichte des MOSAIK und zu dessen Schöpfer Hannes Hegen, Mitteldeutscher Rundfunk, 16. Dezember 1995
- Jörg Sobiella: Hier bin ich Mensch – zum 150. Todestag Goethes. Verlag Zeit im Bild, Dresden 1982.[7]

## Varia
- Am 30. Januar 2020 war Jörg Sobiella zum Ende seiner Tätigkeit als angestellter Thüringen-Landeskorrespondent exklusiver Studiogast und Gesprächspartner beim Hörfunkprogramm MDR Kultur in der Sendung von 18.05 Uhr bis 19 Uhr.